# Walter Carmona
Walter Carmona (né le 21 juin 1957 à Sao Paulo) est un judoka brésilien. Il participe à deux reprises aux Jeux olympiques; les Jeux olympiques d'été de 1980 et les Jeux olympiques d'été de 1984. Il combat dans la catégorie des poids moyens. En 1980, il se classe cinquième. En 1984, il remporte la médaille de bronze.

## Palmarès

### Jeux olympiques
- Jeux olympiques de 1984 à Los Angeles,  États-Unis
  -  Médaille de bronze